# Terrain fractal

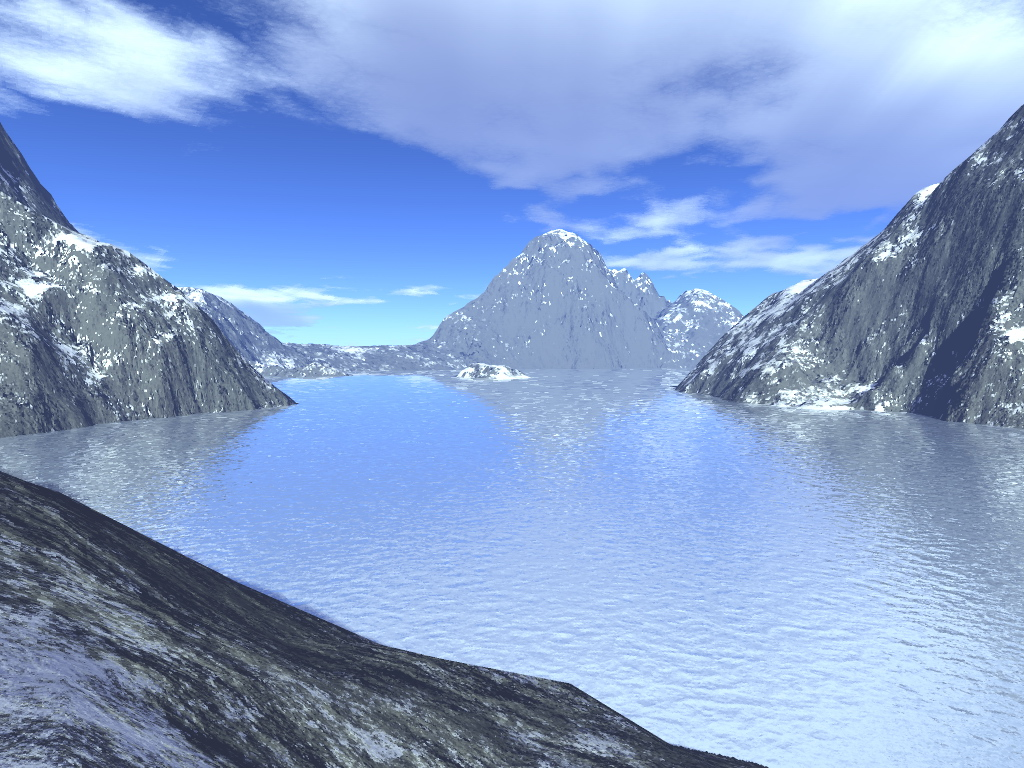
Exemple de terrain aléatoire (généré avec Terragen)

Un terrain fractal est une surface générée à partir d'un algorithme stochastique, dans le but de ressembler à un paysage naturel. Le résultat de la procédure n'est pas une surface fractale déterministe (le résultat est différent à chaque lancement de la procédure), mais plutôt une surface aléatoire qui présente un comportement fractal. Comme le but est la plupart du temps de produire un paysage réaliste, des traitements additionnels sont fréquemment ajoutés, qui rendent le résultat plus convaincant, au détriment des propriétés fractales.

## Procédures de génération
La méthode la plus générale pour générer les paysages est basée sur le déplacement aléatoire récursif des points milieux. On considère un carré, dont les altitudes des 4 coins sont fixées. L'altitude du point du milieu est la moyenne des altitudes des quatre coins, à laquelle on ajoute une quantité aléatoire. Le procédé est répété pour chacun des 4 sous-carrés, et réitéré jusqu'à ce que l'on obtienne la résolution souhaitée.
- Algorithme Diamant-Carré
- Bruit de Perlin